# Catedral de Nuestra Señora del Líbano (Brooklyn)
La catedral de Nuestra Señora del Líbano también llamada Catedral Maronita de Nuestra Señora del Líbano  (en inglés: Our Lady of Lebanon Cathedral o Our Lady of Lebanon Maronite Cathedral) Es una catedral católica de rito Maronita situada en Brooklyn, Nueva York, Estados Unidos. Es la sede de la Eparquía de St. Maron de Brooklyn. Se encuentra en el barrio de Brooklyn Heights en la sección más antigua del noroeste de la ciudad, cerca del East River de Manhattan. El edificio de la iglesia albergaba originalmente la "Iglesia de los Peregrinos" una antigua Iglesia Cristiana Congregacional. Pertenece a la eparquía de San Marón de Brooklyn.
La comunidad católica maronita se estableció en Nueva York cuando la Iglesia de San José fue fundada en Manhattan. El Padre Khairallah Stephen, su primer sacerdote, llegó a Nueva York en 1900. El padre Stephen compró una gran propiedad en el 295-297 de la calle Hicks en Brooklyn en 1902 con $ 2000 de su dinero y $ 600 en donaciones. La iglesia fue incorporada como "la iglesia católica romana de nuestra señora del Líbano" el 17 de febrero de 1903. Los servicios comenzaron el año siguiente. La iglesia estaba en el piso principal del edificio y la rectoría en el segundo piso. El sótano y la planta principal se combinaron y la iglesia renovada fue dedicada en enero de 1906. La congregación creció durante las próximas décadas requiriendo una iglesia más grande. 

El padre Mansour Stephen, sobrino del padre Khairallah Esteban, compró la antigua iglesia congregacional de los peregrinos el 8 de diciembre de 1943 por $ 70,000. La nueva iglesia de Nuestra Señora del Líbano fue dedicada el domingo  26 de noviembre de 1944. La residencia de piedra morada detrás de la iglesia fue comprada el 30 de diciembre de 1944 por un feligrés, George Jebaily. El 27 de junio de 1977 la ciudad sede para la Eparquia de St. Maron fue transferida por el papa de Detroit a Brooklyn. Nuestra Señora del Líbano fue designada la catedral el mismo día.

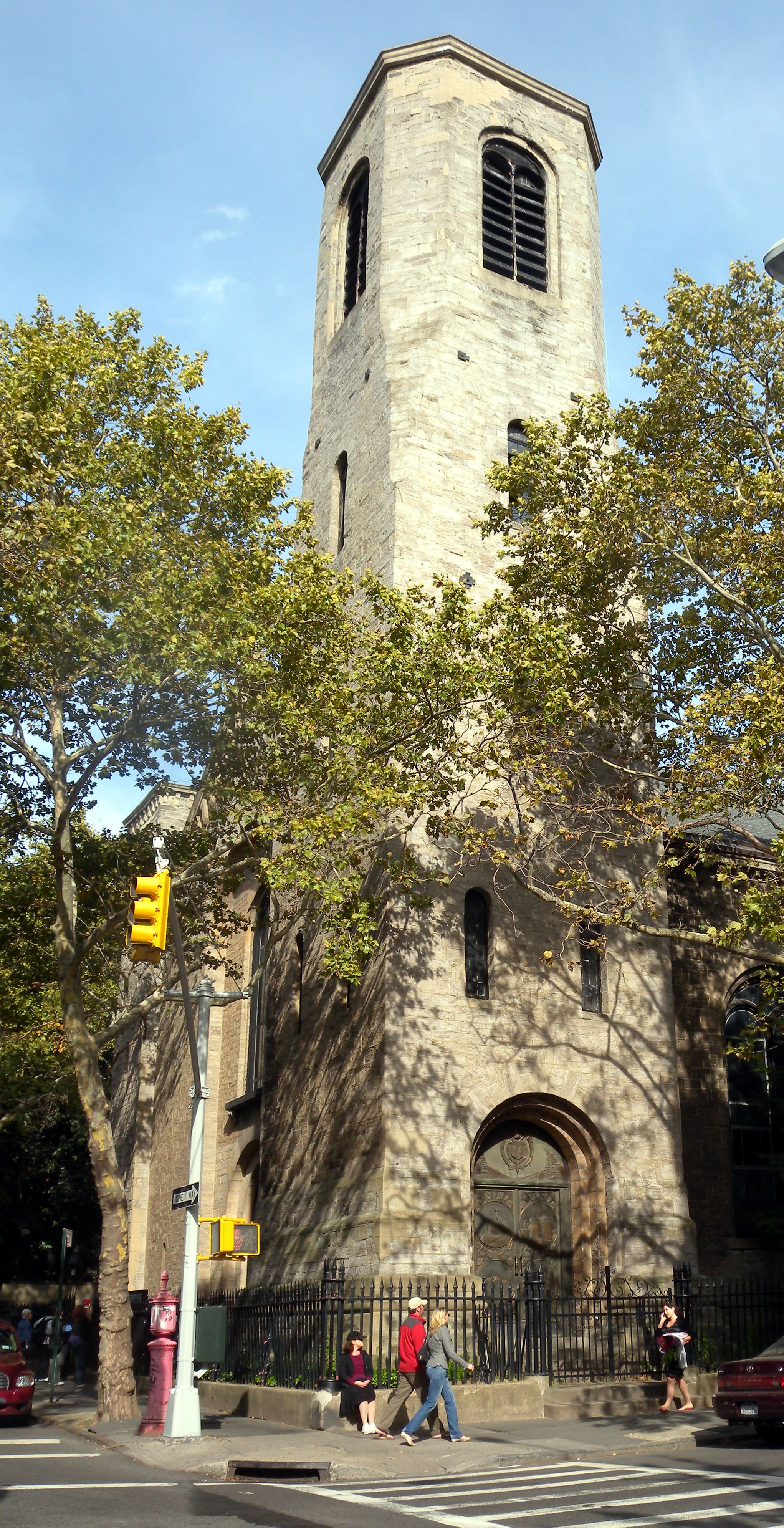
Vista de la torre